# Filosofia russa

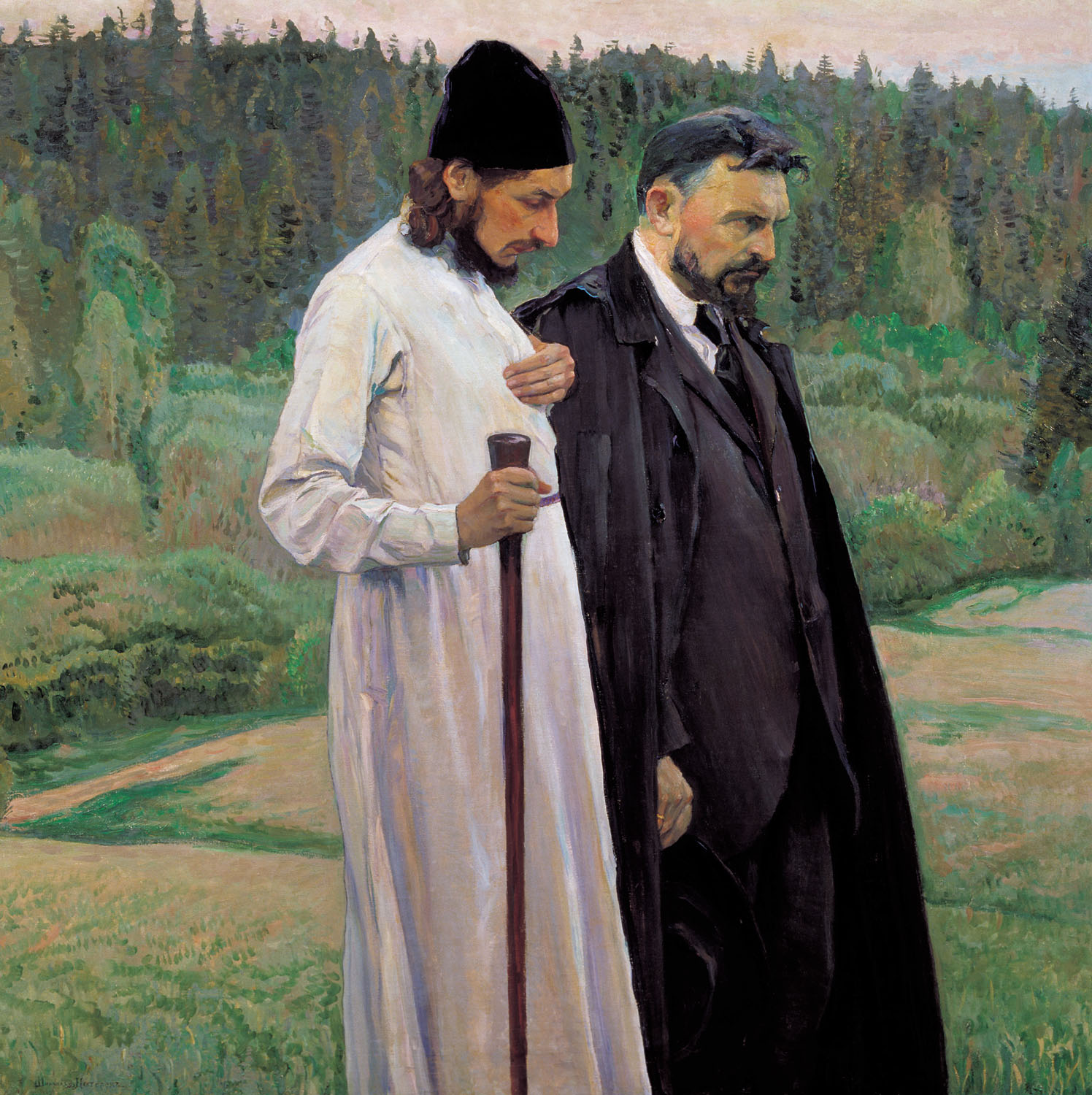
Quadro Filósofos, de Mikhail Nesterov, representando Sergéi Bulgákov e Pavel Florensky.

Por filosofia russa, ou filosofia da Rússia, entende-se o conjunto dos conceitos filosóficos de pensadores russos.  Os mais velhos escritos sobreviventes do pensamento filosófico russo são “Este filósofo”, de 986 e “A Palavra sobre a Lei e a Graça”, de 1051. 

## Características e objetos da filosofia russa
De acordo com Lossky, características típicas da filosofia russa são: o cosmismo, sofiologia (a doutrina de Sophia), a colegialidade, a metafísica, religião, intuicionismo, positivismo, realismo (ontologismo). 

### Objetos de busca filosófica
1. O problema do homem;
2. O cosmismo (percepção do cosmo como um todo unificado organismo);
3. O problema da moralidade;
4. O problema de escolher o caminho histórico da Rússia - o Oriente ou no Ocidente (especialmente a questão específica da Rússia Filosofia);
5. O problema do poder;
6. O problema do Estado;
7. O problema da justiça social;
8. O problema de uma sociedade ideal;
9. O problema do futuro.

## Escolas primárias da filosofia russa
1. A filosofia da história: Chaadayev;
2. A filosofia dos ocidentais e os eslavófilos: Herzen, Ogariov, Kaviélin, Belinskii, Khomyakov, Kireyevsky, Samarin, Ostrovsky, os irmãos Ivan e Konstantin Aksakov;
3. A filosofia ortodoxo-monárquica: Fedorov, Leontiev;
4. A filosofia de Dostoievski;
5. A filosofia de Tolstói;
6. A filosofia democrático-revolucionária: Tchernichévski, os populistas Mikhailóvski, Bakunin, Lavrov, Tkachov, o anarquista Kropotkin, o marxista Plekhanov;
7. A antropologia filosófica: Strakhov;
8. A filosofia liberal: Solovyov;
9. A filosofia religiosa russa: Bulgákov, Florensky;
10. A filosofia cosmista: Fedorov, Vernadsky, Tsiolkovsky, Chizhevsky;
11. A filosofia russa "no exterior": Merezhkovsky, Chestov, Sorokin, Berdiaev.

## Principais filósofos russos

### Mikhail Lomonossov

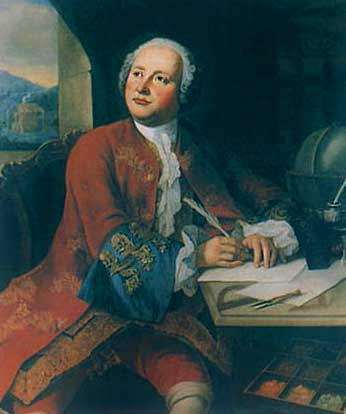
Mikhail Lomonossov

Significativo lugar na história da filosofia russa tem Mikhail Lomonossov (1711-1765). Seus interesses eram extremamentes amplos, mas dedicava-se principalmente com problemas nas áreas das Ciências Naturais e Humanas e com a Filologia. Seus pontos de vista eram influenciados pelos filósofos mecanistas, como Galileu Galilei, Descartes, Bacon, Newton, Leibniz, entre outros. É importante salientar que Lomonossov era um aluno de Christian von Wolff.
Lomonossov desenvolveu a ideia de “filosofia corpuscular”, dizendo que os corpos são compostos de pequenas partículas – os átomos, formando corpúsculos (moléculas). Este viu certo determinismo nos processos naturais, o que influenciou sua dialética, creditando papel importante da experiência como critério da verdade para qualquer sistema lógico alinhado à análise e síntese de teorias. 

### Pyotr Chaadayev

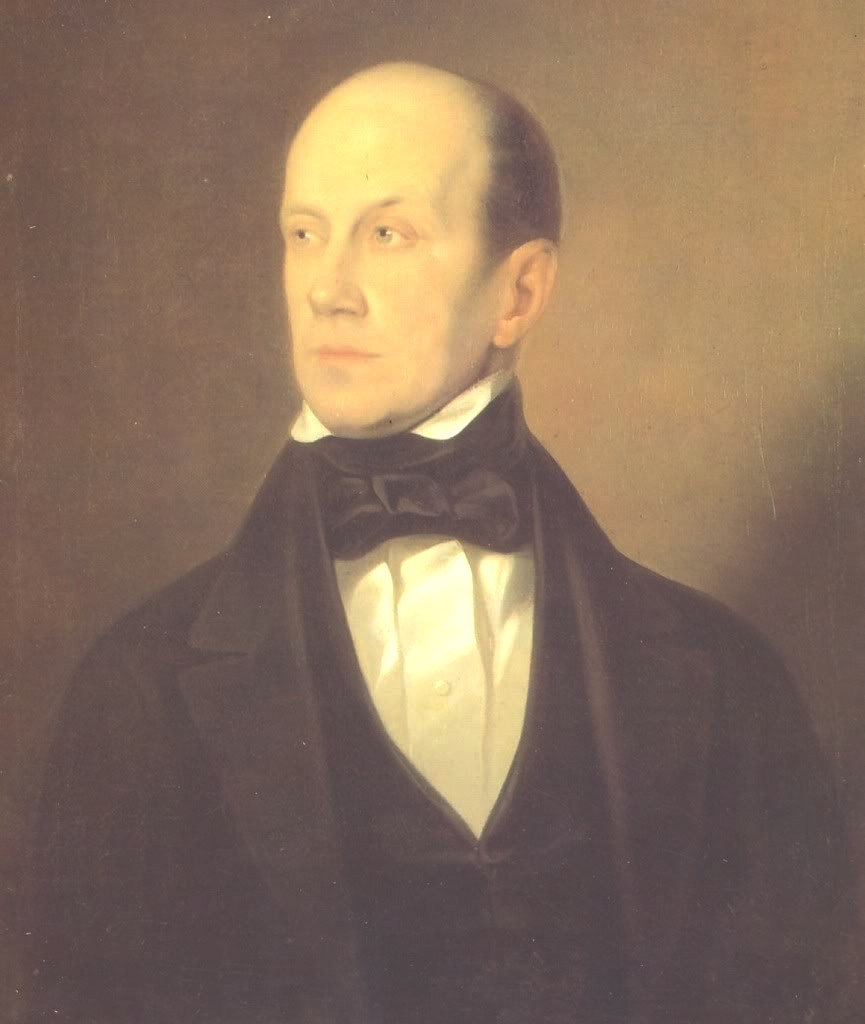
Pyotr Chaadayev

A visão filosófica de Pyotr Chaadayev (1794-1856) era o dualismo. Ele representou o mundo material como constituído de partículas e regido pela lógica. O outro mundo seria espiritual como o descrito no Apocalipse. Chaadayev entendia o tempo e espaço num aspecto típico do mecanismo.  
O ser humano, para o filósofo, consistia na unidade da saúde física e espiritual e no seu total de necessidades e liberdades. Com base nessas duas últimas características, ele formulou a filosofia da História em pontos de vista que mudaram ao longo de sua vida. Se inicialmente a ideia de unidade do povo russo com outras nações era imperativa, posteriormente ele passou a examinar o isolamento da Rússia do resto do mundo como vantajoso. A situação política da Rússia no período estava associada ao fortalecimento do absolutismo, o que Chaadayev criticava drasticamente. No final de sua vida, foi declarado louco e foi proibida a publicação de seus trabalhos.

### Lev Tolstói

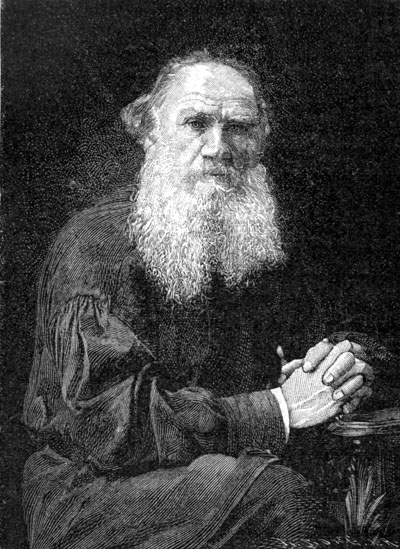
Lev Tolstói

Lev Tolstoi (1828-1910) teve lugar central na filosofia russa. Sua filosofia foi influenciada por Kant, Rousseau e Schopenhauer. Muitos contemporâneos e seguidores (os “tolstoianos”) compartilhavam suas visões. Gandhi considera-o seu professor. 
Em sua filosofia, Tolstói reconhece o valor do componente moral da religião, mas nega todos os seus aspectos teológicos (a “religião verdadeira”). Vê a finalidade do conhecimento para o homem como a busca do sentido da vida, e este está empenhado, em princípio, a qualquer religião. Nega quaisquer autoridades necessária para a supressão das do Estado. Sendo contrário a qualquer meio violento de luta, considera possível livrar-se do Estado através da recusa coletiva das responsabilidades públicas e governamentais.

### Vladimir Solovyov

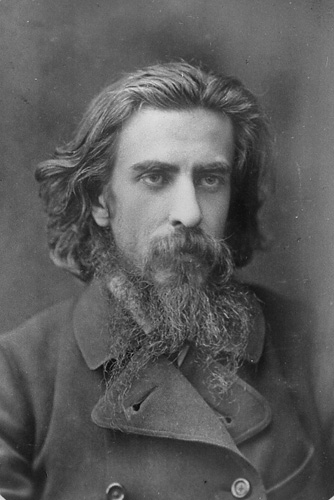
Vladimir Solovyov

Seus contemporâneos consideravam Sergeyevich Vladimir Solovyov (1853-1900) a figura central da filosofia russa. Ele criticava a filosofia corrente por sua abstração e não levar essas manifestações em direção ao empirismo e racionalismo. Ele utilizou conceitos positivistas, e representava Deus como manifestação da vontade, a verdade como manifestação da inteligência e a beleza como manifestação dos sentimentos. Considerou o mundo material sob controle do homem, mas o via como um elo entre Deus e a natureza, que Ele criou, mas que não é perfeirta. Como o ser humano toma uma posição intermediária entre Deus e a natureza, a atividade moral manifestaria-se no amor ao outro ser humano, à natureza e a Deus.
Considerando a relação entre homem e sociedade, disse que personalidade e sociedade são a mesma coisa, diferindo apenas na escala. Considerando o centro existencial da sociedade, pensa que as leis jurídicas não asseguram nenhuma estabilidade, sendo apenas capazes de deter as manifestações mais evidentes do mal, enquanto que a existência da sociedade deve ser a exposição permanente de todos seus membros à bondade.